# アガフィヤ・スヴャトスラヴナ
アガフィヤ・スヴャトスラヴナ（スヴャトスラヴォヴナ）（ロシア語: Агафья Святославна(Святославовна)、ポーランド語: Agafia Światosławówna、1190/5年 - 1247年1月31日以降）は、リューリク朝出身の女性であり、マゾフシェ公コンラト1世の妻となった人物である。

## 生涯
アガフィヤはヴォルィーニ公スヴャトスラフ(ru)（チェルニゴフ公イーゴリの子）とその妻ヤロスラヴナ（オーヴルチ公・キエフ大公リューリクの娘）との間に生まれた。1207年から1210年にかけてのいずれかの年に、コンラトと結婚し、ポーランドへ向かった。この時期に、アガフィヤの父スヴャトスラフはポーランド公（クラクフ公）レシェク1世と同盟を結んでおり、アガフィヤとコンラトとの婚儀は、ポーランドとの同盟をより強化しようという政治的意図の元になされたものであった。
アガフィヤの夫コンラトは、チュートン騎士団と懇意になることを求め、アガフィヤもまたこれを支援した。コンラトの希求はすぐに実を結び、1227年、アガフィヤとコンラトは、その宮廷にヘルマン・フォン・バルク(ru)を招いている。
アガフィヤはコンラトとの間に10人の子をなした。アガフィヤの没年は不明であるが、コンラトの没した1247年1月31日には、アガフィヤはまだ存命だったことが知られている。